# Orchestral Manoeuvres in the Dark
Orchestral Manoeuvres in the Dark appelé également OMD est un groupe britannique de musique new wave  formé en 1978 à Meols, un village situé au nord de la péninsule de Wirral dans le comté du Merseyside en Angleterre. Les plus célèbres chansons du groupe sont Messages, Electricity, Enola Gay, Souvenir, Tesla Girls et If You Leave.

## Biographie

### Racines et origines (1975–1978)
Les fondateurs Andy McCluskey et Paul Humphreys se rencontrent à l'école primaire de Meols, non loin de Liverpool, au début des années 1960 et s'impliquent ensemble dès le milieu des années 1970 dans différents groupes locaux, mais partagent leur passion pour le rock à l'attitude macho, un genre très écouté de leurs amis de l'époque,.
En 1975, McCluskey forme Equinox, comme bassiste et vocaliste, aux côtés de son camarade Malcolm Holmes à la batterie, et avec Humphreys comme roadie. À cette période, McCluskey et Humphreys découvrent leur attirance pour la musique électronique à la Kraftwerk. Après Equinox, McCluskey se joint à Pegasus, et, plus tard, à l'éphémère Hitlerz Underpantz, avec Humphreys,. En septembre 1978, McCluskey et Humphreys se rapprochent et créent alors Orchestral Manoeuvres in the Dark ; et dans la foulée jouent sous ce nom leurs premiers concerts notamment en ouverture de ceux donnés par le groupe mancunien Joy Division,.

### Débuts et premiers succès (1979–1983)
Orchestral Manoeuvres in the Dark se compose des deux membres fondateurs Andy McCluskey (chant, basse, guitare, né le 24 juin 1959) et Paul Humphreys (chant, claviers, né le 27 février 1960), rejoints très vite début 1980 par Malcolm Holmes (batterie, né le 28 juillet 1960) et Martin Cooper (saxophone, claviers, né le 1er octobre 1958).
Le groupe est d'abord produit par la maison de disques Factory Records (qui produit aussi Joy Division) avec laquelle il enregistre son premier single intitulé Electricity en 1979. La même année, OMD soutient Gary Numan pour sa première grande tournée. Ils seront toujours redevables envers Numan pour son aide et son soutien.
Début 1980, le groupe publie son premier album Orchestral Manoeuvres in the Dark. Sur celui-ci, on distingue la sonorité d'OMD à la fois rythmique et mélancolique ; quatre titres sortent du lot : Julia's Song écrit bien avant la formation du groupe, Red Frame / White Light, Electricity et surtout Messages qui devient le premier hit de la formation en Angleterre. Fin de la même année, Organisation paraît et son single Enola Gay devient rapidement un tube au Royaume-Uni comme au niveau international et reste encore aujourd'hui l'un des titres emblématiques d'OMD. En 1981, le groupe publie le 45 tours et tube Souvenir (extrait de leur troisième album Architecture and Morality) qui évoque d'ailleurs le suicide de Ian Curtis chanteur de Joy Division. Le groupe connaîtra ses plus grands succès avec Virgin Records. 1981 est aussi une grande année pour eux puisqu'ils alignent successivement trois succès : Souvenir, Joan of Arc et Maid of Orléans (The Waltz Joan Of Arc) de leur album Architecture and Morality qui rencontre alors un grand succès.
Orchestral Manoeuvres in the Dark est, après Kraftwerk, l'un des premiers groupes à sortir la musique électronique de la sphère expérimentale pour l'amener dans le champ de la musique populaire. Le groupe se forme à l'orée des années 1980, après Joy Division, U2, Simple Minds et The Cure, en même temps que New Order, Depeche Mode et Eurythmics, et est le précurseur de toute une génération de duos synthétiques fonctionnant selon le même principe : Soft Cell, Yazoo, Tears for Fears, The Communards, Pet Shop Boys, Alphaville, Modern Talking ou encore Erasure. Tout comme pour Depeche Mode, on sent par ailleurs dans les premiers albums une indéniable influence de Tubeway Army, dont l'album Replicas et le single Are "Friends" Electric? figurent au sommet des charts britanniques en 1979. En 1983, Orchestral Manoeuvres in the Dark produit une musique plus expérimentale dont témoigne l'album Dazzle Ships mais le public répond moins présent.

### Période pop et succès américain (1984–1989)
L'année 1984 est pour OMD le temps de revenir à une musique moins expérimentale et plus proche de la variété. Trois morceaux sortent de l'album Junk Culture : Tesla Girls, Talking Loud and Clear et Locomotion. Ce disque enregistré à Bruxelles où le groupe a ajouté quelques cuivres ainsi que des steel drums, lui permet de renouer avec un certain succès notamment dans les classements anglais après l'accueil décevant reçu par Dazzle Ships.
En 1985 sort l'album Crush, plutôt modern-rock, et moins new-wave mais plus abouti techniquement. Ce disque est surtout l'occasion pour la formation anglaise de connaître pour la première fois un vrai succès aux États-Unis. Ainsi, les titres So In love et Secret, sortis en singles, atteignent respectivement le top 30 et le top 75 aux États-Unis (l'album lui-même entre dans le top 40). À noter qu'à cette époque le titre So In Love bénéficie en France d'une version spéciale enregistrée par le groupe accompagné d'Étienne Daho, cette version se retrouvera sur l'édition deluxe de l'album Pop Satori.
En 1986, OMD participe à la bande originale du film américain Pretty in Pink avec le titre If You Leave qui rencontre un retentissant succès en Amérique du Nord (ainsi qu'en Australie et Nouvelle-Zélande où la formation britannique jouit d'une grande renommée), y atteignant le top 5 ; alors qu'au Royaume-Uni et en Europe, ce single ne connaît paradoxalement qu'un succès limité. Fin de la même année, le groupe sort l'album The Pacific Age, dont le  single (Forever) Live and Die se classe numéro 11 en Angleterre et dans le top 20 au niveau international (États-Unis compris) ; OMD rejoint alors la vague de groupes issus du Royaume-Uni qui connaissant à ce moment-là le succès en Amérique du Nord, comme Simple Minds, Level 42 ou encore Simply Red, The Cure et New Order.
En 1988, Orchestral Manoeuvres in the Dark publie The Best of OMD qui marque les dix ans d'existence de la formation. Il est annoncé par le single Dreaming, et connaît des ventes importantes en Angleterre et aux États-Unis (où Dreaming atteint le top 20). D'ailleurs, à cette même époque, OMD joue en première partie du concert de Depeche Mode au stade Rose Bowl de Pasadena.
En 1989, Paul Humphreys, Martin Cooper et Malcolm Holmes ne souhaitent plus poursuivre l'aventure et décident de fonder The Listening Pool, qui ne rencontre que peu de succès malgré un album plutôt intéressant. Martin Cooper se tourne ensuite vers la peinture, activité qu'il exerce toujours.

### Dernières activités et séparation (1990–2005)
En 1991 paraît le titre Sailling on the Seven Seas qui se classe numéro 3 en Angleterre accompagnant le nouvel album d'OMD Sugar Tax. Ce disque est considéré comme une réussite notamment avec le deuxième single Pandora's Box, suivi de Then You Turn Away et Call My Name.
L'album Liberator, annoncé pour 1993, est précédé du single Stand Above Me dont la rythmique se rapproche de Sailing on the Seven Seas. Ce titre a du mal à s'imposer par rapport à ce dernier et se classe numéro 21 tout comme la reprise de Barry White Dream of Me (Based On Love's Theme) numéro 24. L'album n'est pas une réussite d'autant qu'OMD semble ne plus produire de morceaux accrocheurs. 
Universal arrive en 1996 et propose une pop bien construite, mais les morceaux traduisent une certaine mélancolie ; le single Walking on the Milky Way résume un peu tout ce que les années 1990 ont pu témoigner de la nouvelle formation. 
Un second best of paraît en 1998 : The OMD Singles.
Au début des années 2000, le groupe, qui se résume alors surtout, depuis une décennie, à Andy McCluskey et qui semble être en pause prolongée, publie Peel Session qui reprend d'anciens morceaux retravaillés pour l'émission de radio de John Peel et Navigation the OMD B-Sides, compilation de faces B de certains 45 tours.

### Retour (2006-2015)

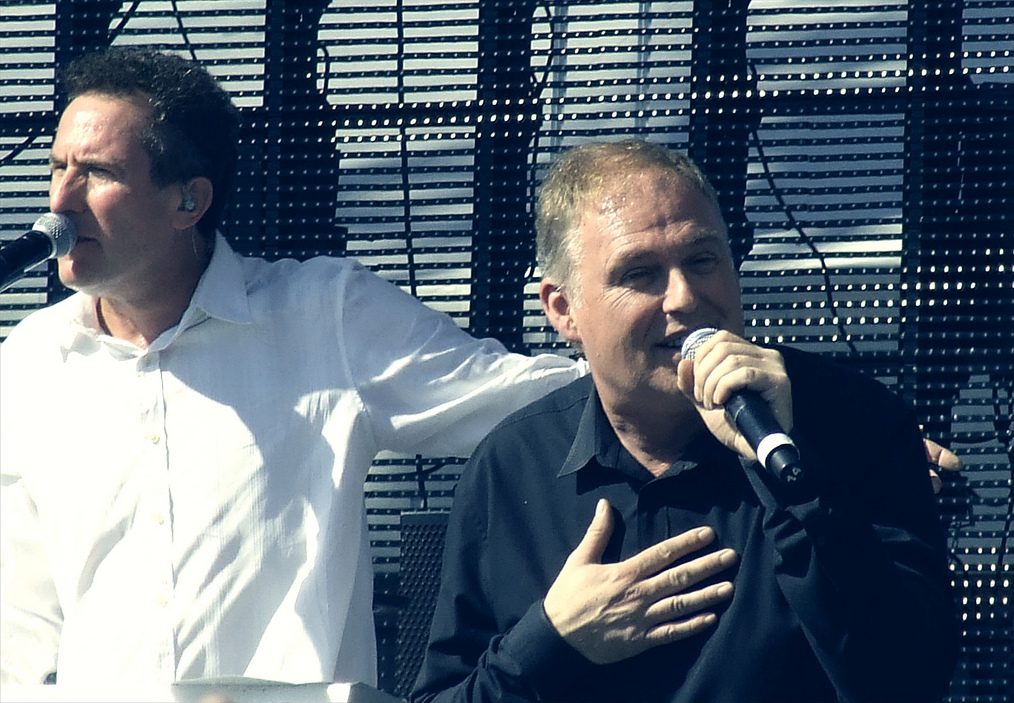
Andy McCluskey (à gauche) et Paul Humphreys à un festival au Mexique en 2011

En 2006, le groupe originel, comme aperçu lors du no 212 de l'émission télévisée française Taratata, décide de se reformer et de faire une tournée à travers l'Europe. Il donne notamment un concert à l'Olympia, à Paris, le 25 mai 2007 ; y interprètant l'intégralité de l'album Architecture & Morality, puis joue ses plus grands succès tels que Electricity, Enola Gay, Messages, Souvenir, Tesla Girls, Talking Loud and Clear, Locomotion, If You Leave, (Forever) Live and Die, Walking on the Milky Way, Sailing on the Seven Seas, Pandora's Box. Cette tournée donne lieu à la publication en avril 2008 d'un DVD et d'un CD intitulés Live: Architecture and Morality and More. 
En 2008 a lieu une nouvelle série de concerts, avec notamment une tournée anglaise en octobre. Un nouveau best of intitulé Messages accompagné d'un DVD reprenant tous les singles paraît peu de temps après. 
En 2009, OMD revient pour une série de concerts avec l'orchestre philharmonique royal de Liverpool. La fin de l'année occupe le groupe dans divers projets de concerts. Il tourne tout d'abord avec le Night of the Proms, et accompagnent ensuite Simple Minds dans la tournée accompagnant leur nouvel album Graffiti Soul.
Le onzième album studio d'OMD (History of Modern) est publié le 20 septembre 2010. 
En septembre 2011, le groupe se produit au festival Electric Picnic en Irlande, puis en mars 2012 aux Philippines et en août de la même année en Afrique du Sud.
Le 8 avril 2013 sort l'album English Electric dont avait été extrait le premier titre, Metroland, une quinzaine de jours plus tôt. Après avoir été victime d'un incident cardiaque en juillet 2013 à Toronto, au Canada, le batteur Malcolm Holmes se retire. La fin de la tournée est annulée. Stuart Kershaw viendra le remplacer au sein du groupe. Pour le Record Store Day du 20 avril 2013, un EP picture disc en édition limitée The Future Will Be Silent de English Electric, est publié, accompagné du morceau Time Burns,.

### Période récente (depuis 2016)
En 2016, OMD collabore avec Gary Barlow, Taron Egerton et Hugh Jackman sur le morceau Thrill Me, coécrit par Barlow et McCluskey pour la bande-son du film Eddie the Eagle. En octobre, le groupe annonce la sortie d'un prochain album, The Punishement of Luxury, précédé par le premier titre, La Mitrailleuse. 
Le 29 mai 2017 sort le premier single Isotype. À l'écoute, le titre reprend certains accords de l'album précédent avec un son toujours de plus en plus électronique et ayant toujours des influences de Kraftwerk. Le 19 juillet sort le single de l'album avec cette fois un titre plutôt rythmique qui se rapproche du style habituel. Ce titre contient énormément de beat percussions, dont le rythme est plutôt proche d'Enola Gay. The Punishement of Luxury est publié le 1er septembre 2017.
En 2019, OMD célèbre ses 40 ans d'existence discographique avec notamment la parution d'une compilation intitulée Souvenir : The Singles Collection 1979-2019 regroupant tous les singles du groupe agrémentés de morceaux plus rares, de performances live et de films documentaires pour les versions plus luxueuses de cette compilation. La parution d'un livre rétrospectif est également au programme.
En 2023, le groupe livre son quatorzième album intitulé Bauhaus Staircase, qui sera « probablement le dernier », selon Andy McCluskey.

## Membres

### Membres actuels
- Andy McCluskey – basse, claviers, chant (1978–1996, depuis 2005)
- Paul Humphreys – claviers, chant (1978–1989, depuis 2005)
- Martin Cooper – claviers, saxophone (1980–1989, depuis 2005)
- Stuart Kershaw – batterie (1993, depuis 2015), piano (2010)

### Anciens membres
- Malcolm Holmes  – batterie, percussions (1980-1989, 2005–2015)
- David Hughes – claviers (1979–1980)
- Michael Douglas – claviers (1980–1981)
- Graham Weir – guitares, basse, claviers (1984–1989)
- Neil Weir – claviers, basse (1984–1989)
- Phil Coxon – claviers (1991–1993)
- Nigel Ipinson – claviers (1991–1993)
- Abe Juckes – batterie (1991–1992)

## Discographie

### Albums studio
- 1980 : Orchestral Manoeuvres in the Dark
- 1980 : Organisation
- 1981 : Architecture & Morality
- 1983 : Dazzle Ships
- 1984 : Junk Culture
- 1985 : Crush
- 1986 : The Pacific Age
- 1991 : Sugar Tax
- 1993 : Liberator
- 1996 : Universal
- 2010 : History of Modern
- 2013 : English Electric
- 2017 : The Punishment of Luxury
- 2023 : Bauhaus Staircase

### Compilations / Rééditions / Live
- 1988 : The Best of OMD
- 1998 : The OMD Singles
- 2000 : Peel Sessions 1979-1983
- 2001 : Navigation - The OMD B-Sides
- 2003 : Orchestral Manoeuvres in the Dark (réédition avec 6 titres bonus)
- 2003 : Organisation (réédition avec 6 titres bonus)
- 2003 : Architecture and Morality (réédition avec 7 titres bonus) / (2007 : réédition avec 7 titres bonus + DVD collector Live At The Theatre Royal, Drury Lane)
- 2008 : Dazzle Ships (réédition avec 6 titres bonus)
- 2008 : Messages : Greatest Hits
- 2015 : Junk Culture (réédition avec 15 titres bonus)
- 2019 : Souvenir: The Singles 1979-2019 (inclus le titre inédit Don't Go)
- 2021 : Architecture & Morality: The Singles (-40e anniversaire- inclus Faces B, Démos, Live, versions alternatives,...)
- 2024 : Atmospheric & Greatest Hits: Live at the Royal Albert Hall 2022 (Concert enregistré les 14 & 15/03/2022)
- 2025 : Crush (réédition avec 16 titres bonus)

## Vidéographie
- 1981 : Live at the Theatre Royal Drury Lane (Concert filmé le 4 décembre 1981)
- 1985 : Crush: The Movie (Documentaire sur la production de leur 6e album avec vidéos promotionnels)
- 1988 : The Best of OMD (Compilation de 16 vidéo-clips)
- 2007 : Souvenir (Documentaire sur le groupe avec interviews de Andy McCluskey et Paul Humphreys)
- 2008 : Live : Architecture and Morality and More (Enregistré Live à l'Eventim Hammersmith Apollo, le 19/05/2007)
- 2009 : Electricity: OMD with the Royal Liverpool Philharmonic Orchestra (Enregistré Live au Philharmonic Hall de Liverpool, le 20/06/2009)
- 2020 : Live from Your Sofa (Live enregistré à l'Eventim Hammersmith Apollo en 11/2019, durant la tournée "Souvenir Greatest Hits Tour")

## Médias
En 1983, un extrait de l'introduction de la chanson Souvenir est utilisée à la télévision dans une bande publicitaire pour BNP Paribas en France. En 1985, dans le film Une créature de rêve, on peut entendre Tesla Girls. En 2008, un court extrait de la chanson Enola Gay est inclus dans le film documentaire d'animation Valse avec Bachir d'Ari Folman. Ainsi que dans le film Cyprien avec Elie Semoun.
En décembre 2012, on entend un extrait du titre Electricity dans la bande-annonce du film Main dans la main de Valérie Donzelli. Le titre sert également au générique de début à ce film. En 2015, le titre Souvenir illustre le film Mistress America réalisé par Noah Baumbach.
En 2024, Electricity est utilisé sur une publicité de Renault promouvant ses véhicules électriques.